# تيكيلا

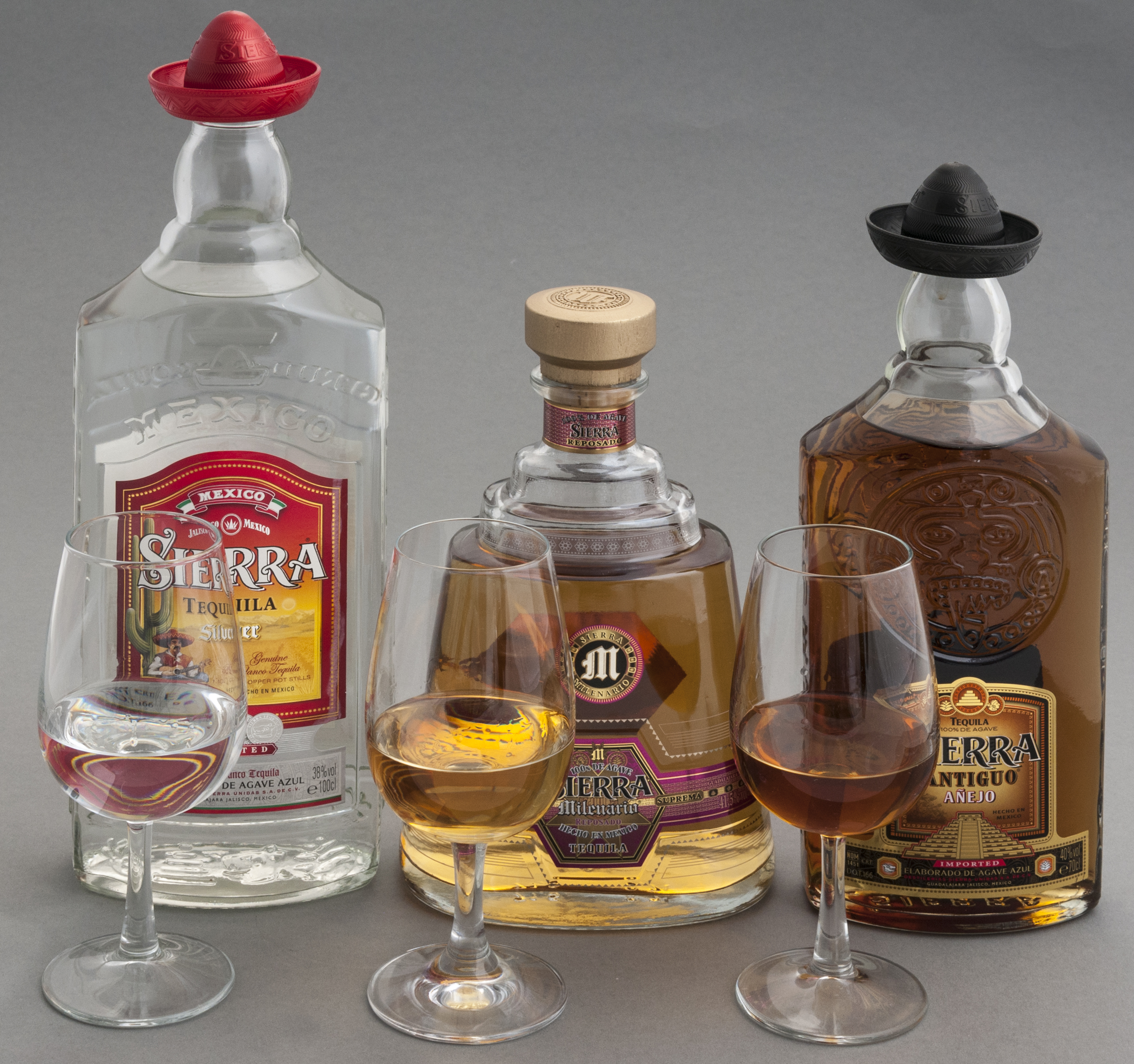
من اليسار إلى اليمين، أمثلة على التيكيلا plata و reposado و añejo tequila

التَّكِيلا أو التَّكْوِيلَة أو التِّكِيلَة أو تيكيلا (بالإنجليزية: Tequila) هو مشروب كحولي مقطر مصنوع بصورة عامة في المناطق حول قرية تيكيلا، وهي قرية في غرب ولاية خاليسكو المكسيكية، حوالي 65 كم من غوادالاخارا. تصنع من نبات آكاف التيكيلا الأزرق (تدعى بنبتة الماكوي من قبل السكان المحليين)، جزء من عائلة الزنبق، والتي هي أصلها مكسيكي. أغلب التيكيلا تحتوي على 35% إلى 55% من الكحول.